# Liam Burt
Liam Burt (Glasgow, 1999. február 1. –) skót korosztályos válogatott labdarúgó, aki jelenleg a Rangers FC játékosa.

## Sikerei, díjai
- Rangers FC:
  - Skót másodosztály: 2015-16
  - Scottish Challenge Cup: 2015-16